# 九產大前站
九產大前站（日语：／ Kyūsandai-mae eki */?）是位於福岡縣福岡市東區唐原，屬於九州旅客鐵道（JR九州）的鹿兒島本線車站。車站編號為JA05。

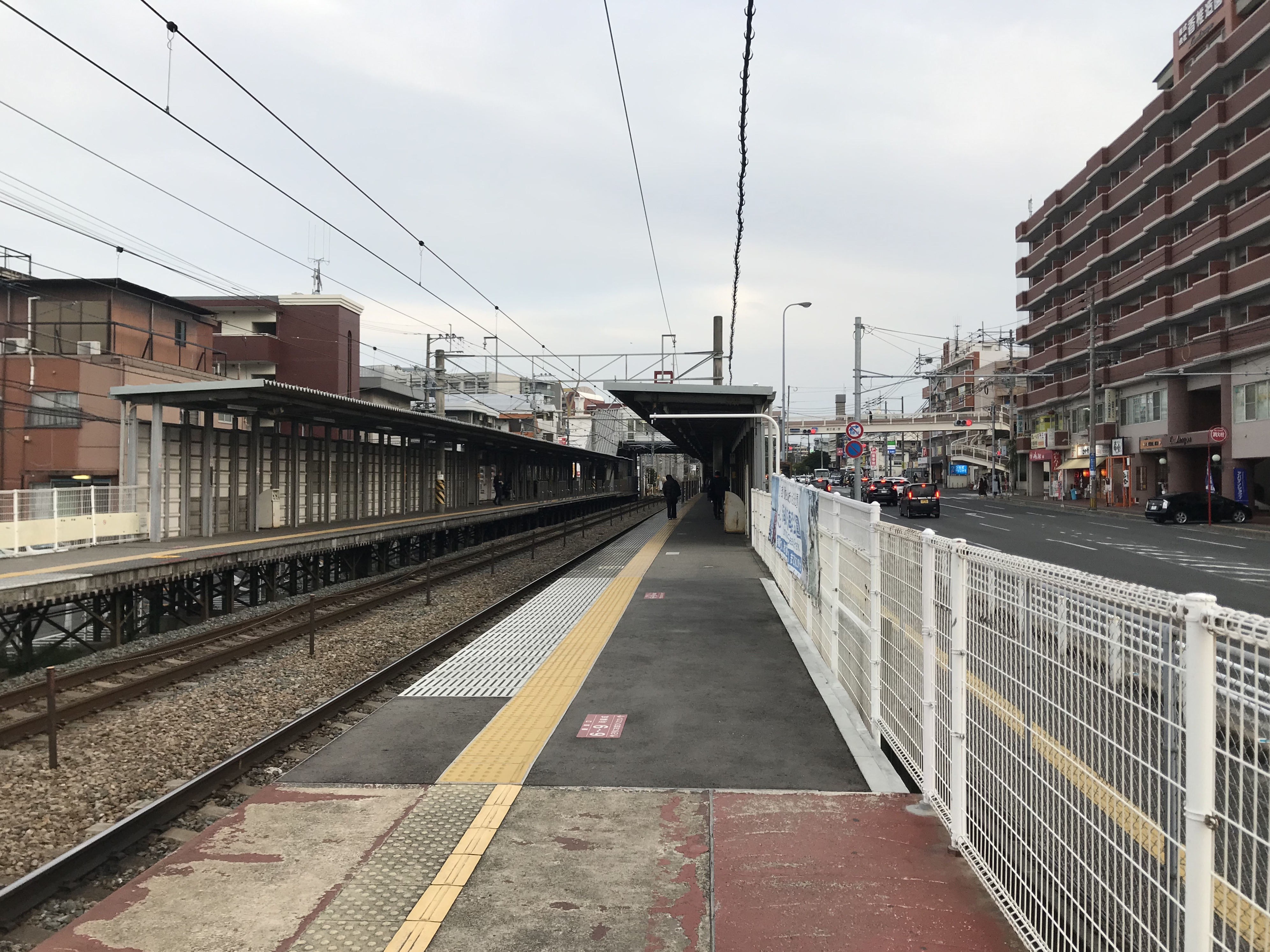
月台 (2019年3月)

## 歷史
- 1989年（平成元年）3月11日 - 車站啟用。車站建設費中，九州產業大學支付一半費用（約1億2千萬日圓）。
- 2009年（平成21年）3月1日 - 此站可以使用IC卡「SUGOCA」[1]。

## 車站構造
本站是跨站式站房的地面車站，設有2面2線的相對式月台。跨站式站房建於博多一方。此站是由JR九州鐵道營業管理的業務委託車站，在JR特定都區市內制度中屬於「福岡市內」的車站。站內設有綠色窗口和自動閘機，並且可以使用「SUGOCA」IC卡。

### 月台
| 月台 | 路線       | 上下行 | 方向             |
| ---- | ---------- | ------ | ---------------- |
| 1    | 鹿兒島本線 | 上行   | 赤間、小倉方向   |
| 2    | 鹿兒島本線 | 下行   | 博多、久留米方向 |

## 使用狀況
在2018年（平成30年）度，1日平均乘車人次為7,740人，在JR九州車站中排名第22，但是只有普通列車停站的車站中為第1。
| 乘車人次變遷 | 乘車人次變遷 |
| 年度         | 1日平均人次  |
| ------------ | ------------ |
| 2000年       | 6,744        |
| 2001年       | 6,855        |
| 2002年       | 6,824        |
| 2003年       | 6,547        |
| 2004年       | 6,222        |
| 2005年       | 6,424        |
| 2006年       | 6,169        |
| 2007年       | 6,215        |
| 2008年       | 6,234        |
| 2009年       | 6,328        |
| 2010年       | 6,576        |
| 2011年       | 6,901        |
| 2012年       | 7,040        |
| 2013年       | 7,386        |
| 2014年       | 7,217        |
| 2015年       | 7,358        |
| 2016年       | 7,520        |
| 2017年       | 7,605        |
| 2018年       | 7,740        |

## 車站周邊
從站東邊約150米處設有香椎線路軌，但是沒有在此站設站。車站名稱是來自鄰近的九州產業大學，在香椎線路線的側邊。
車站西邊設有國道495號，與鹿兒島本線並行。九產大一方與國道一方各設有出入口，國道一方的出入口設有行人天橋（唐之原行人天橋），以方便橫過交通量高的國道。在國道495號西邊為住宅區。
- 福岡縣立香住丘高等學校（日语：福岡県立香住丘高等学校）
- 福岡唐原郵局

## 相鄰車站
九州旅客鐵道
鹿兒島本線
■快速、■區間快速
通過
■區間快速（部分列車）、■普通
福工大前（JA06）－九產大前（JA05）－香椎（JA04）

## 注腳
1. ↑  . 交通新聞 (交通新聞社). 2009-03-03: 1.
2. ↑   (PDF). 九州旅客鐵道.   [2018-07-13]. （原始内容存档 (PDF)于2019-12-06）.

## 外部連結
- 九產大前（車站資訊） - 九州旅客鐵道